# Schema di assiomi
In logica matematica si chiama schema di assiomi una scrittura simbolica che rappresenta schematicamente delle regole di costruzione per un insieme (eventualmente infinito) di formule ben formate che si intende includere tra gli assiomi di una teoria proposizionale o del primo ordine. Le formule ben formate (fbf) che rientrano nello schema vengono chiamate istanze dello schema.
Un esempio semplice è lo schema di assiomi:
{\displaystyle {\mathcal {A}}\to ({\mathcal {B}}\to {\mathcal {A}})}
che ha come istanze un insieme infinito di fbf tra cui:
{\displaystyle P\to (P\to P)}
{\displaystyle (P\lor Q)\to ((\neg R)\to (P\lor Q))}
{\displaystyle (P\to Q)\to (Q\to (P\to Q))}